# Distrito histórico de Turtle Bay Gardens
El Distrito histórico de Turtle Bay Gardens (en inglés: Turtle Bay Gardens Historic District) es un distrito histórico ubicado en Nueva York, Nueva York. El Distrito histórico de Turtle Bay Gardens se encuentra inscrito como un Distrito Histórico en el Registro Nacional de Lugares Históricos desde el 21 de julio de 1983. 

## Ubicación
El Distrito histórico de Turtle Bay Gardens se encuentra dentro del condado de Nueva York en las coordenadas 40°45′15″N 73°58′13″O / 40.754167, -73.970278.